# Wilhelm von Kloeber
Wilhelm von Kloeber (* 2. August 1906 in Rosenheim; † 19. Juni 1960 in München) war ein deutscher Historiker.
Wilhelm von Kloeber war der Sohn des Kunstmalers Wilhelm Schmidt und der Studiendirektorin Ida von Kloeber, die ihn adoptierte. Nach dem Abitur in München studierte er seit 1924 Geschichte, Philosophie, Germanistik und Rechtswissenschaft zunächst in Tübingen, dann seit 1925 in München. Zum 1. September 1929 trat er der NSDAP bei (Mitgliedsnummer 147.013) und schloss sich im selben Jahr auch der SA an. 1931 wurde er an der Ludwig-Maximilians-Universität München mit einer Arbeit über „Die deutsche Frage 1859-1871 in großdeutscher und antiliberaler Beurteilung“ von Arnold Oskar Meyer und Karl Alexander von Müller promoviert. Von 1933 bis 1945 hatte er einen Lehrauftrag für Neueste Geschichte an der Universität München. Danach war er als Referent für Geschichte an einer Reichsführerschule der SA angestellt. 1934 wurde er zum Mitglied der Hochschulkommission der NSDAP ernannt. Seine Habilitation wurde von der Münchener Fakultät abgelehnt. Nach 1935 war Kloeber hauptberuflich im Schuldienst tätig. Sein Hauptwerk, ein Überblick zur deutschen Geschichte zwischen 1914 und 1933, rechtfertigt kritiklos die Machtübernahme der Nationalsozialisten. Von 1939 bis 1945 leistete er Wehrdienst.

## Schriften
- Die deutsche Frage 1859 bis 1871 in großdeutscher und antiliberaler Beurteilung, phil. Diss., München 1931.
- Vom Weltkrieg zur nationalen Revolution. Deutsche Geschichte 1914-1933. Oldenbourg, München/Berlin 1934.
- Vom Weltkrieg zum nationalsozialistischen Reich. Deutsche Geschichte 1914-1936. Oldenbourg, München 1937.